# ستيف كينت
ستيف كينت هو سياسي كندي، ولد في 7 مايو 1978 في كندا. حزبياً، نشط في حزب المحافظين التقدمي في نيوفندلاند ولابرادور ‏.

## وصلات خارجية
- الموقع الرسمي